# Coryphaenoides semiscaber
Coryphaenoides semiscaber es una especie de pez de la familia Macrouridae en el orden de los Gadiformes.

## Morfología
• Los machos pueden llegar alcanzar los 25,1 cm de longitud total.

## Hábitat
Es un pez de aguas profundas que vive entre 399-1.105 m de profundidad.

## Distribución geográfica
Se encuentra en las Filipinas.